# Tommaso Valentinetti

Erzbischofswappen von Tommaso Valentinetti

Tommaso Valentinetti (* 11. August 1952 in Ortona) ist Erzbischof von Pescara-Penne.

## Leben
Tommaso Valentinetti empfing am 25. Juni 1977 die Priesterweihe. Papst Johannes Paul II. ernannte ihn am 25. März 2000 zum Bischof von Termoli-Larino.
Der Kardinalvikar der Diözese Rom und Erzpriester der Lateranbasilika, Camillo Kardinal Ruini, spendete ihm am 20. Mai desselben Jahres die Bischofsweihe; Mitkonsekratoren waren Enzio d’Antonio, Erzbischof von Lanciano-Ortona, und Armando Dini, Erzbischof von Campobasso-Boiano.
Als Wahlspruch wählte er In verbo Domini. Am 4. November 2005 wurde er zum Erzbischof von Pescara-Penne ernannt und am 19. Dezember desselben Jahres in das Amt eingeführt.